# آرنالدو بنفناتی
آرنالدو بنفناتی (ایتالیایی: Arnaldo Benfenati; ۲۶ مهٔ ۱۹۲۴ – ۹ ژوئن ۱۹۸۶) دوچرخه‌سوار اهل ایتالیا بود.
وی در مسابقات کشوری و بین‌المللی در مجموع برندهٔ ۱ مدال نقره شده‌است.